# Omeriye-Moschee (Nikosia)

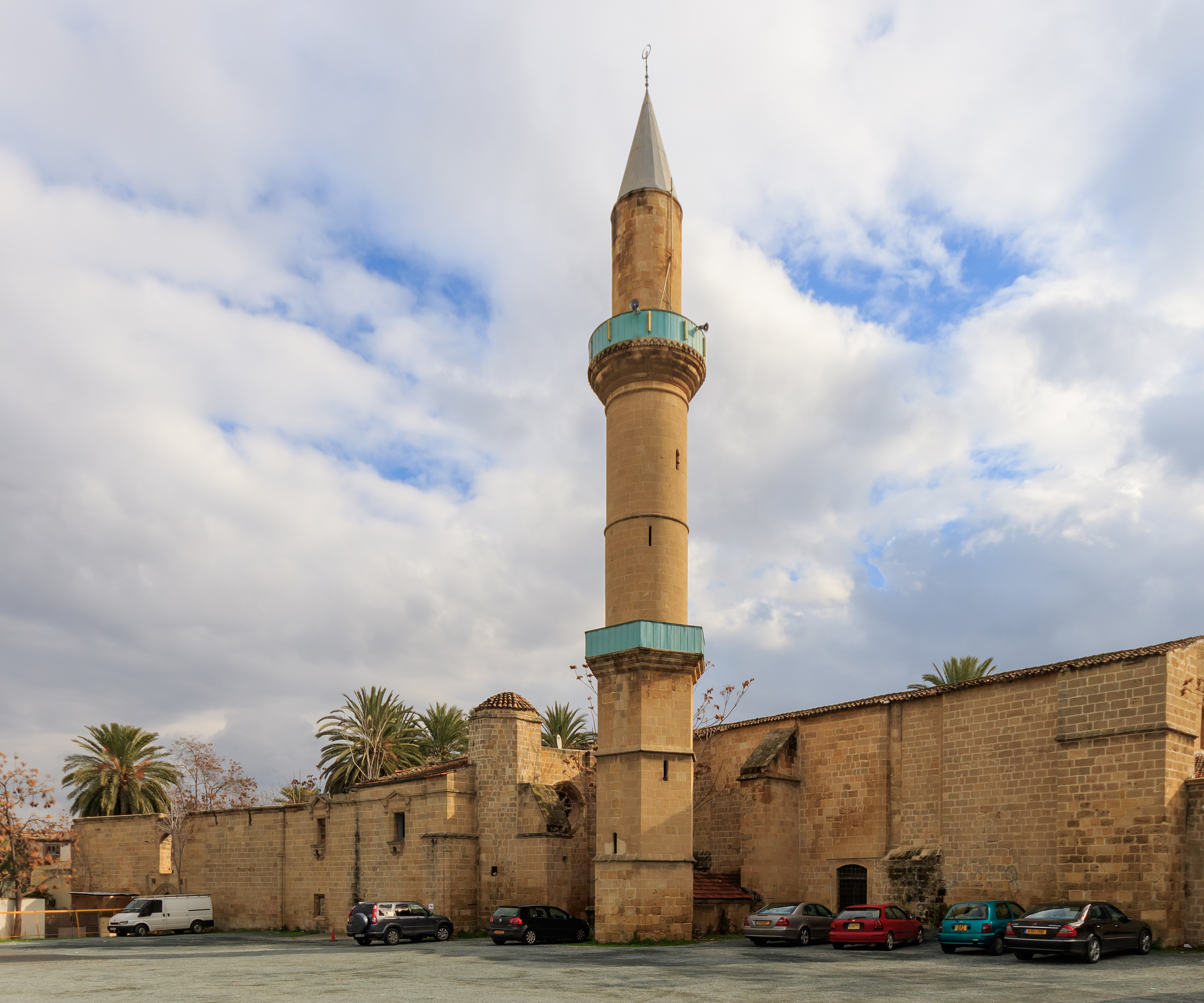
Die Omeriye-Moschee

Die Omeriye-Moschee (griechisch Τέμενος Ομεριέ Témenos Omerié) ist eine Moschee im südlichen Teil von Nikosia und frühere der heiligen Maria geweihte Klosterkirche der Augustiner-Eremiten. In ihrer unmittelbaren Nähe befindet sich der gleichnamige Hamam, der längere Zeit geschlossen war, derzeit (Stand 2021) aber wieder in Betrieb ist. Moschee und Hamam liegen an der Plateia Tillyrias.

## Geschichte

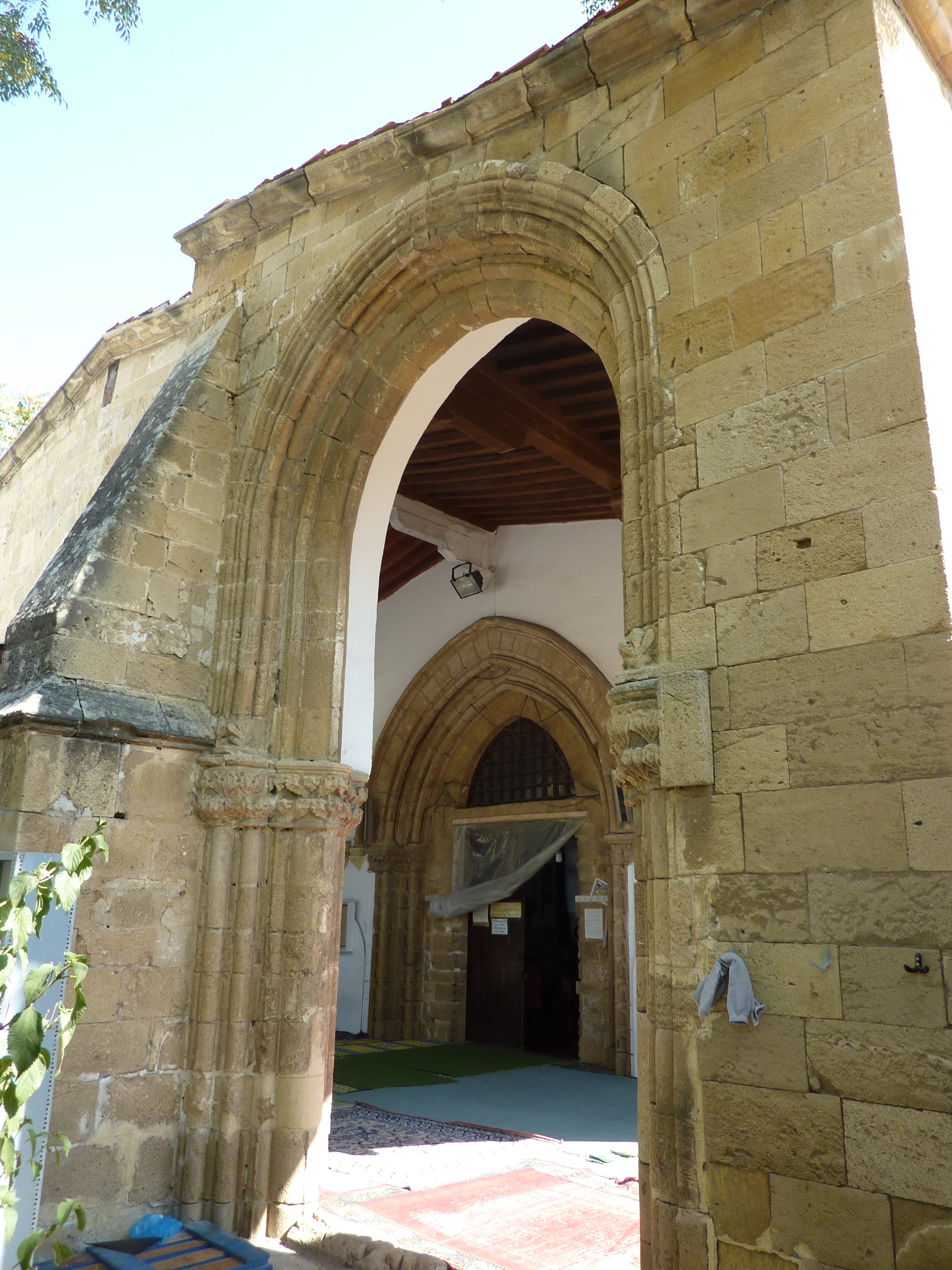
Reste der gotischen Vorhalle und Portal

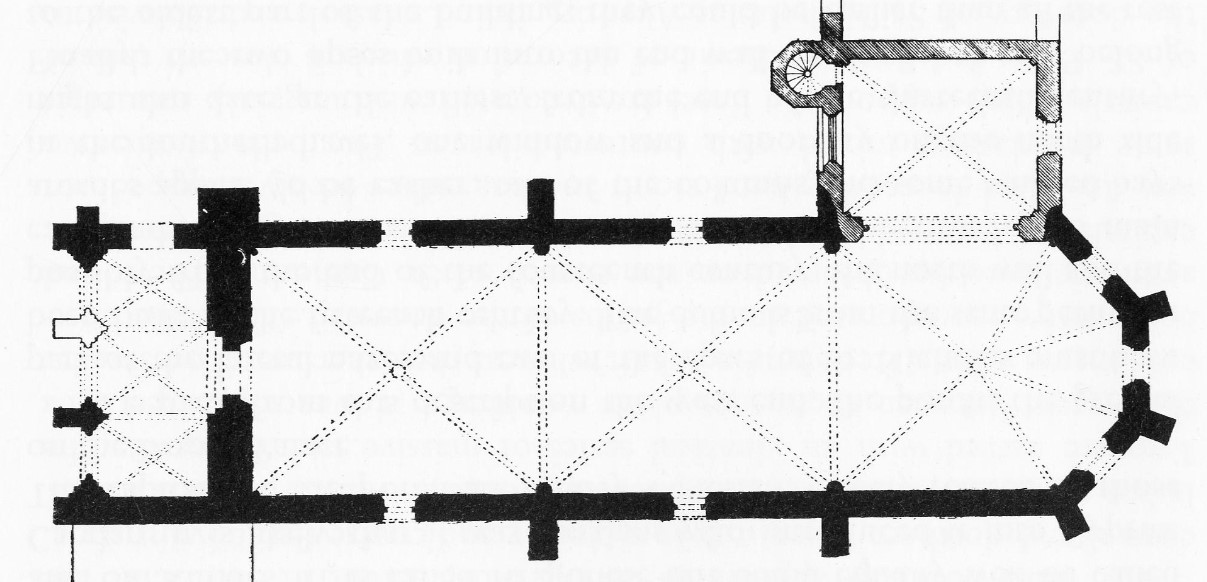
Grundriss 1899

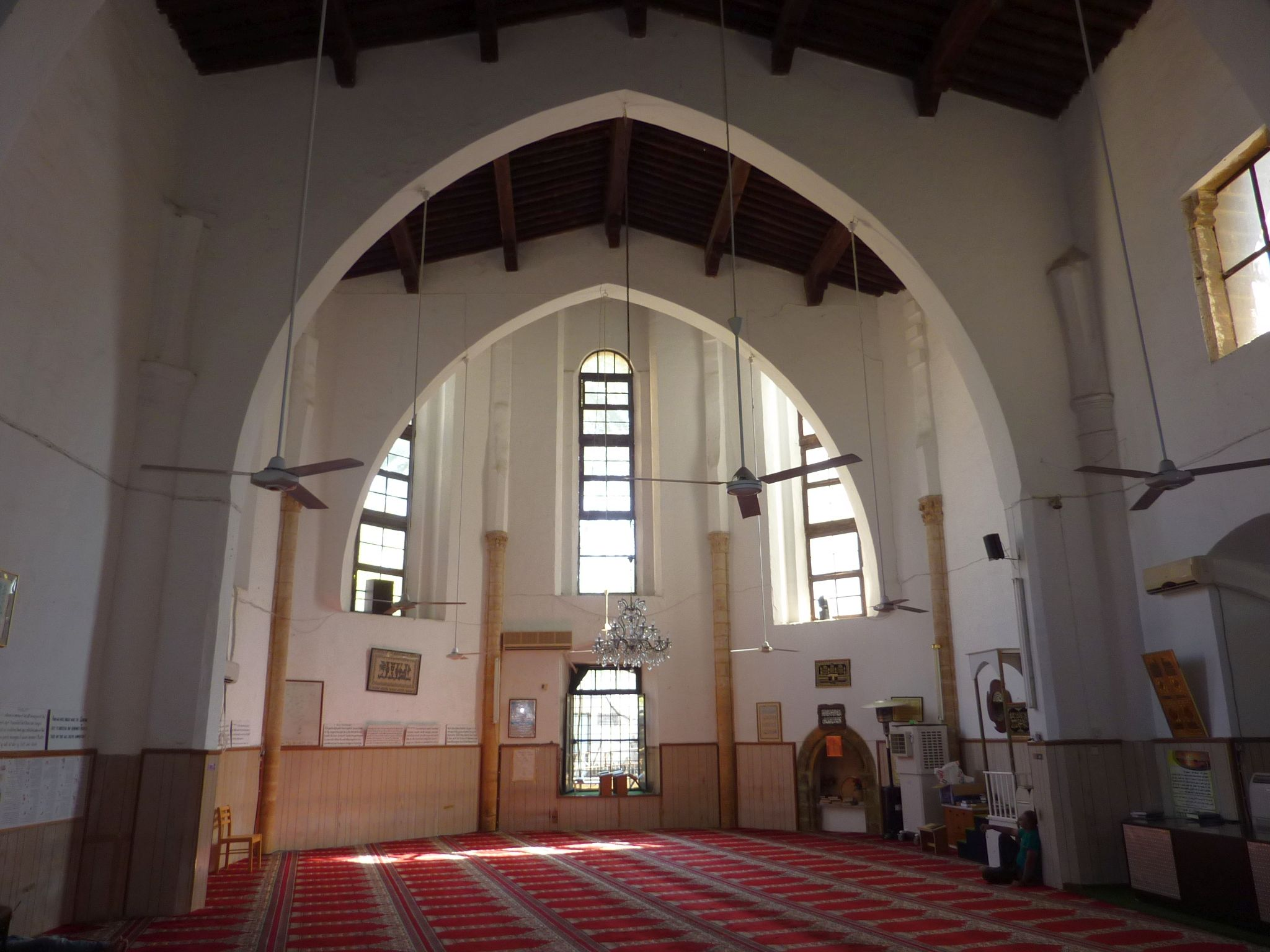
Inneres nach Osten mit erhaltenen Gewölbeansätzen

Die Anwesenheit von Augustiner-Eremiten unter der Herrschaft des fränkischen Hauses Lusignan in Nikosia erschließt sich in den Quellen zum ersten Mal in einem Brief des Papstes Bonifatius VIII. vom Juni 1299 an den Provinzial der Franziskaner und die Prioren der Dominikaner und Augustiner in der Stadt. Eine Beschreibung des Augustinerklosters findet sich in einem Bericht des Pilgers Nicholas von Martoni aus dem Jahr 1395.
Die gotische Klosterkirche besaß ursprünglich drei Joche mit Kreuzrippengewölben, der Chor schloss dreiseitig. Im Westen befand sich eine reichverzierte Vorhalle. An das östliche Langhausjoch wurde in einer späteren Bauphase eine nördliche Seitenkapelle angefügt.
Durch osmanischen Artilleriebeschuss wurde die Kirche 1570 schwer beschädigt und die Gewölbe zum Einsturz gebracht, der Kunsthistoriker Enlart hält auch Schäden in der Folge eines Erdbebens für möglich. Nach der Eroberung der Stadt durch die Osmanen wurde die Klosterkirche in eine Moschee umgewandelt und ein Minarett hinzugefügt. Im Rahmen der Umwandlung in eine Moschee erhielt die Kirche ein wesentlich niedrigeres Dach, die Höhe der ursprünglichen Gewölbe wurde im Wiederaufbau nicht erreicht.